# Kristine Hästmark
Kristine Ingalill Terese Hästmark, född Sköld 24 mars 1972 i Gnosjö, är en svensk moderat politiker. Hon är ordförande för kommunstyrelsen i Gnosjö kommun sedan den 1 april 2017 då hon efterträdde Arne Ottosson.
Hästmark har studerat vid Göteborgs universitet och arbetade fram till 2017 som omsorgshandledare på Gislaveds kommun. Hon är gift med Jouko Hästmark (född 1970).